# Nanaimo—Cowichan—Les Îles
Pour les articles homonymes, voir Nanaimo (homonymie).
Nanaimo—Cowichan—Les Îles est une anciennee circonscription électorale fédérale de la Colombie-Britannique, représentée de 1962 à 1979.
La circonscription de Nanaimo—Cowichan—Les Îles est créée en 1962 d'une partie de la circonscription de Nanaimo. Abolie en 1976, elle est redistribuée parmi Cowichan—Malahat—Les Îles et Nanaimo—Alberni.

## Députés
1. 1962-1969 — Colin Cameron, NPD
2. 1969-1979 — Tommy Douglas, NPD

- NPD = Nouveau Parti démocratique